# Otto Stuppacher
Otto Leopold Stuppacher (* 3. März 1947 in Wien; † 15. August 2001 ebenda) war ein österreichischer Autorennfahrer. Er meldete sich 1976 zu drei Läufen der Automobil-Weltmeisterschaft (Formel 1), nahm aber an keinem Rennen teil. Der im Monoposto-Sport gänzlich unerfahrene Stuppacher erlangte Bekanntheit vor allem durch den Umstand, dass viele seiner Rennfahrerkollegen und auch Teamausrüster seine Starts aus Sicherheitsgründen verhindern wollten.

## Persönliches
Stuppacher entstammte einer wohlhabenden Wiener Familie. Seine Mutter betrieb eines der größten Immobilienverwaltungsunternehmen der österreichischen Hauptstadt und war zeitweise eine bekannte Größe im Trabrennsport. Einem Zeitgenossen Stuppachers zufolge spielte Geld in der Familie keine Rolle. Otto Stuppacher übte keine dauerhafte Beschäftigung aus; er war „von Beruf Sohn“. Die Idee, an Automobilrennen teilzunehmen, entwickelte Stuppacher mit einigen Freunden aus dem Umfeld der Wiener In-Bar Take Five. Einer Quelle zufolge stand Stuppacher bei vielen seiner Renneinsätze unter Alkoholeinfluss. Nachdem seine Bemühungen, in der Formel 1 anzutreten, 1976 gescheitert waren, beendete er seine Tätigkeit als Rennfahrer. In den 1980er-Jahren versuchte er mehrfach, sich eine Existenz als Unternehmer aufzubauen, und gründete mit dem Rat verschiedener Freunde unter anderem eine Parfümerie und einen Arzneimittelhandel. Die Projekte scheiterten durchgängig. Stuppacher zog sich daraufhin zunehmend aus der Öffentlichkeit zurück. Am 13. August 2001 wurde Stuppacher tot in seiner Wohnung in Wien aufgefunden. Er starb an den Folgen einer Speiseröhrenkrebserkrankung, die auf langjährigen Alkoholmissbrauch zurückzuführen war. Stuppacher wurde auf dem Hernalser Friedhof bestattet.

## Rennfahrerkarriere

### Anfänge bei Berg- und Sportwagenrennen
Stuppacher begann erst im Alter von 22 Jahren mit dem aktiven Motorsport. Ab 1969 bestritt er sporadisch Bergrennen und internationale Sportwagenrennen, erzielte dabei aber keine größeren Erfolge. Vereinzelt trat Stuppacher auch bei Formel-2-Rennen an. So ging er im Mai 1976 mit einem drei Jahre alten GRD 273 beim Preis der Elektro-Bosch-Diesel, einem Rennen auf dem Salzburgring, das nicht zur Formel-2-Europameisterschaft zählte, an den Start. Er gewann dieses schwach besetzte Rennen vor Gerd Biechteler.

### In der Formel 1

#### Großer Preis von Österreich 1976
Ohne die nötige Fahrpraxis oder Erfahrung wurde Stuppacher, zusammen mit seinem Landsmann Karl Oppitzhauser, von dem österreichischen Rennteam ÖASC Racing für den Großen Preis von Österreich 1976 gemeldet. Opitzhauser sollte einen March 761 Cosworth fahren, Stuppacher einen Tyrrell 007-Cosworth (Chassis 007/6). Der Veranstalter lehnte beide Nennungen ab, weil er die Piloten für zu unerfahren hielt. Stuppacher, der sich damit nicht abfinden wollte, versuchte in der Folge eine Unterschriftenaktion im Fahrerlager zu organisieren, um seine Teilnahme zu erwirken. Die Aktion scheiterte, da unter den Fahrern und Verantwortlichen niemand Stuppacher näher kannte.

#### Großer Preis von Italien 1976

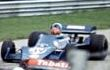
Stuppacher 1976 in Monza

Beim Großen Preis von Italien in Monza versuchten es ÖASC Racing und Stuppacher erneut. Diesmal wurde er von den Veranstaltern zugelassen, scheiterte jedoch an der Qualifikation. Stuppacher verlor im Training über 13 Sekunden auf die Pole-Position, und selbst zum letzten Startplatz fehlten noch fast acht Sekunden. Dennoch wäre der Österreicher beinahe zu seinem ersten Formel-1-Renneinsatz gekommen. 
Nach dem Training wurden den beiden McLaren-Piloten Jochen Mass und James Hunt sowie dem Penske-Fahrer John Watson wegen irregulärem Benzin die Zeiten aberkannt. Stuppacher hätte für das Rennen nachrücken können. Doch der Österreicher war bereits samstags nach dem Training in Richtung Wien abgeflogen und schaffte es nicht mehr, rechtzeitig zum Start nach Monza zurückzukehren.

#### Großer Preis von Kanada 1976
Trotz der bisherigen Misserfolge griffen ÖASC und Stuppacher tief in die Tasche, um bei den nächsten Läufen in Kanada und den USA Ost anzutreten. Im kanadischen Mosport verlor Stuppacher erneut mehr als zwölf Sekunden auf die Trainingsbestzeit und konnte sich nicht qualifizieren. Einige Piloten versuchten während der Trainingsläufe erfolglos auf Stuppacher und den Veranstalter einzuwirken, freiwillig aufzugeben bzw. Stuppacher auszuschließen, da sie in ihm eine Gefahr für andere Piloten sahen.

#### Großer Preis der USA Ost 1976
In Watkins Glen setzte sich die Farce erwartungsgemäß fort. Diesmal verlor Stuppacher über 27 Sekunden auf die Trainingsbestzeit. Selbstverständlich reichte auch dies nicht zur Qualifikation. Auf den Saisonabschluss in Fuji verzichtete Stuppacher dann vernünftigerweise. Damit war Stuppacher für drei Formel-1-Grand-Prix gemeldet, nahm aber an keinem Rennen teil.

## Zitat über Otto Stuppacher
- «Es ist schade. Stuppacher hätte Hunt für mich aufhalten können. Der Dank Österreichs wäre ihm dabei sicher gewesen.»   (Niki Lauda über Stuppachers Nichtqualifikation in Mosport)

## Statistik

### Statistik in der Automobil-Weltmeisterschaft

#### Gesamtübersicht
| Saison | Team             | Chassis     | Motor                    | Rennen | Siege | Zweiter | Dritter | Poles | schn. Runden | Punkte | WM-Pos. |
| ------ | ---------------- | ----------- | ------------------------ | ------ | ----- | ------- | ------- | ----- | ------------ | ------ | ------- |
| 1976   | ÖASC Racing Team | Tyrrell 007 | Ford Cosworth DFV 3.0 V8 | 3      | –     | –       | –       | –     | –            | –      | NC      |

#### Einzelergebnisse
| Saison | 1 | 2 | 3 | 4 | 5 | 6 | 7 | 8 | 9 | 10 | 11 | 12  | 13  | 14  | 15 | 16 |
| ------ | - | - | - | - | - | - | - | - | - | -- | -- | --- | --- | --- | -- | -- |
| 1976   |   |   |   |   |   |   |   |   |   |    |    |     |     |     |    |    |
|        |   |   |   |   |   |   |   |   |   |    |    | DNS | DNQ | DNQ |    |    |

| Legende  | Legende            | Legende                                                          |
| Farbe    | Abkürzung          | Bedeutung                                                        |
| -------- | ------------------ | ---------------------------------------------------------------- |
| Gold     | –                  | Sieg                                                             |
| Silber   | –                  | 2. Platz                                                         |
| Bronze   | –                  | 3. Platz                                                         |
| Grün     | –                  | Platzierung in den Punkten                                       |
| Blau     | –                  | Klassifiziert außerhalb der Punkteränge                          |
| Violett  | DNF                | Rennen nicht beendet (did not finish)                            |
| Violett  | NC                 | nicht klassifiziert (not classified)                             |
| Rot      | DNQ                | nicht qualifiziert (did not qualify)                             |
| Rot      | DNPQ               | in Vorqualifikation gescheitert (did not pre-qualify)            |
| Schwarz  | DSQ                | disqualifiziert (disqualified)                                   |
| Weiß     | DNS                | nicht am Start (did not start)                                   |
| Weiß     | WD                 | zurückgezogen (withdrawn)                                        |
| Hellblau | PO                 | nur am Training teilgenommen (practiced only)                    |
| Hellblau | TD                 | Freitags-Testfahrer (test driver)                                |
| ohne     | DNP                | nicht am Training teilgenommen (did not practice)                |
| ohne     | INJ                | verletzt oder krank (injured)                                    |
| ohne     | EX                 | ausgeschlossen (excluded)                                        |
| ohne     | DNA                | nicht erschienen (did not arrive)                                |
| ohne     | C                  | Rennen abgesagt (cancelled)                                      |
| ohne     | keine WM-Teilnahme |                                                                  |
| sonstige | P/fett             | Pole-Position                                                    |
| sonstige | 1/2/3/4/5/6/7/8    | Punktplatzierung im Sprint-/Qualifikationsrennen                 |
| sonstige | SR/kursiv          | Schnellste Rennrunde                                             |
| sonstige | *                  | nicht im Ziel, aufgrund der zurückgelegten Distanz aber gewertet |
| sonstige | ()                 | Streichresultate                                                 |
| sonstige | unterstrichen      | Führender in der Gesamtwertung                                   |

### Le-Mans-Ergebnisse
| Jahr | Team              | Fahrzeug       | Teamkollege  | Platzierung | Ausfallgrund |
| ---- | ----------------- | -------------- | ------------ | ----------- | ------------ |
| 1972 | Bosch Racing Team | Porsche 908/02 | Walter Roser | Ausfall     | Unfall       |

### Einzelergebnisse in der Sportwagen-Weltmeisterschaft
| Saison | Team                         | Rennwagen               | 1   | 2   | 3   | 4   | 5   | 6   | 7   | 8   | 9   | 10  | 11  |
| ------ | ---------------------------- | ----------------------- | --- | --- | --- | --- | --- | --- | --- | --- | --- | --- | --- |
| 1969   | Otto Stuppacher Kaimann-Team | Porsche 906 Porsche 910 | DAY | SEB | BRH | MON | TAR | SPA | NÜR | LEM | WAT | ZEL |     |
| 1969   | Otto Stuppacher Kaimann-Team | Porsche 906 Porsche 910 |     |     |     | 12  |     |     |     |     |     | 21  |     |
| 1970   | Kaimann-Team                 | Porsche 906             | DAY | SEB | BRH | MON | TAR | SPA | NÜR | LEM | WAT | ZEL |     |
| 1970   | Kaimann-Team                 | Porsche 906             |     |     |     |     |     |     | 13  |     |     |     |     |
| 1972   | Kaimann-Team                 | Porsche 908 Abarth 2000 | BUA | DAY | SEB | BRH | MON | SPA | TAR | NÜR | LEM | ZEL | WAT |
| 1972   | Kaimann-Team                 | Porsche 908 Abarth 2000 |     |     |     | 9   |     |     |     |     | DNF | DNF |     |
| 1975   | Haevens Racing               | Lola T294               | DAY | MUG | DIJ | MON | SPA | PER | NÜR | ZEL | WAT |     |     |
| 1975   | Haevens Racing               | Lola T294               |     |     |     |     | DNF |     |     |     |     |     |     |